# Негрете (Чилі)
Негрете (ісп. Negrete) — селище в Чилі. Адміністративний центр однойменної комуни. Населення - 4246 осіб (2002). Селище і комуна входить до складу провінції Біобіо та регіону Біобіо.
Територія комуни – 156,5 км². Чисельність населення - 8884 мешканців (2007). Щільність населення - 56,77 чол./км².

## Розташування
Селище розташоване за 97 км на південний схід від адміністративного центру області — міста Консепсьйон та за 19 км на північ від адміністративного центру провінції міста Лос-Анхелес.
Комуна межує:
- на півночі - з комуною Лос-Анхелес
- на сході - з комуною Мульчен
- на півдні - з комуною Ренайко
- на заході - з комуною Насім'єнто

## Демографія
Згідно з даними, зібраними під час перепису Національним інститутом статистики, населення комуни становить 8884 особи, з яких 4591 чоловік та 4293 жінки.
Населення комуни становить 0,45% від загальної чисельності населення регіону Біобіо. 34,62% належить до сільського населення та 65,38% - міське населення.

### Найважливіші населені пункти комуни
- Негрете (селище) - 4246 мешканців
- Коїуе (селище) - 1037 мешканців